# Ventura Seco

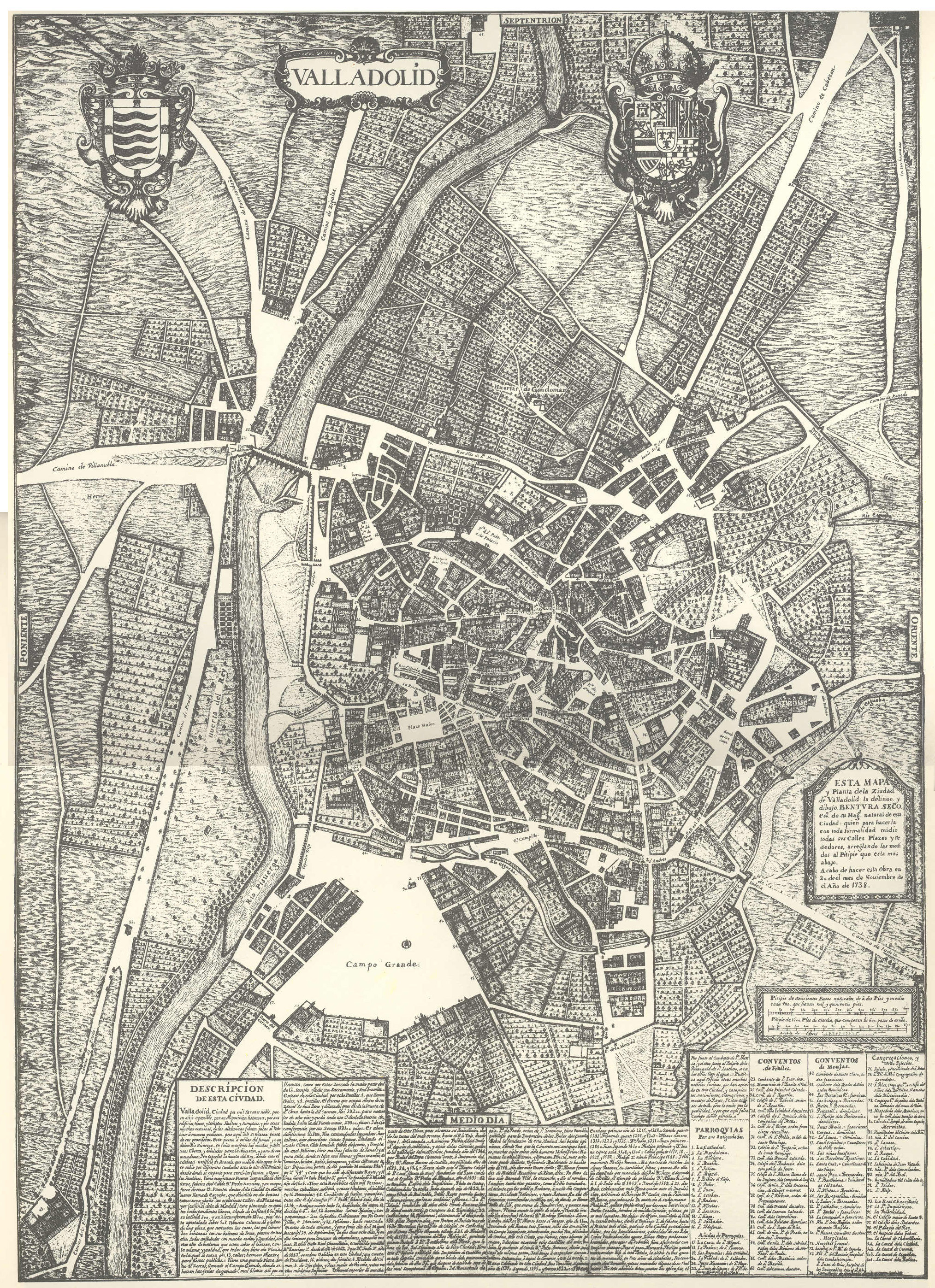
Plano de Valladolid en 1738, obra del escribano Ventura Seco, redibujado por Juan Agapito y Revilla en 1901.

Ventura Seco fue un cartógrafo y escribano vallisoletano, conocido principalmente por el plano de Valladolid de 1738.
Dicho plano es el primero realizado de la ciudad de Valladolid. Para ello Ventura Seco midió calle por calle y plaza por plaza.
Tiene una gran similitud con el plano de Madrid del siglo XVII de Pedro Texeira, lo singular de ambos es una visión dual; por una parte se aprecian perfectamente el trazado de las calles y por otra la proyección de los alzados de los edificios principales de la ciudad dentro del diseño de las manzanas.
Su procedencia y conservación es anecdótica debido a que a principios del siglo XX el arquitecto municipal Juan Agapito y Revilla, encontró la plancha del plano soportando una mesa en el ayuntamiento de la ciudad.
Hoy es día es un documento importantísimo para el estudio y reconocimiento de Valladolid ya que la ciudad durante el siglo XIX y sobre todo el siglo XX ha sufrido una traumática transformación.